# Tanourt

Le tanourt est un pain fin du Sud marocain, à forme concave, cuit contre les bords d'un four en terre cuite.